# Дело о попытке государственного переворота в Черногории
Дело о попытке государственного переворота против Мило Джукановича в 2016 году (в сербских СМИ событие обычно именуется «Наводни државни удар у Црној Гори» — «Предполагаемый переворот в Черногории») — расследование предполагаемого заговора смешанной группы из граждан Сербии, Черногории и России, имевший целью, согласно заявлениям правоохранительных органов Черногории, отстранение от власти премьер-министра Черногории Мило Джукановича, лидера Демократической партии социалистов; переворот предположительно был назначен на 16 октября 2016 года, день выборов в Скупщину Черногории.

## Контекст и реакция оппозиции в Черногории и в Сербии
Предполагаемая попытка государственного переворота была пресечена правоохранительными органами Черногории; в феврале 2017 года правоохранительные органы страны заявили о причастности к заговору российских государственных органов. В апреле 2017 года официальные обвинения в связи с предполагаемым заговором были предъявлены, в частности, лидерам оппозиции Черногории. Министерство иностранных дел Российской Федерации отвергло какую-либо причастность России.
Значительную часть доказательств по делу о попытке государственного переворота Черногория, по заявлению властей последней, получила от правоохранительных органов Сербии.
Министр внутренних дел Черногории Горан Данилович фактически поставил под сомнение факт попытки переворота, уточнив, что при попытке госпереворота нужно было бы «провести внеочередное заседание правительства, Совета национальной безопасности или Совета обороны. Ничего этого сделано не было… Это о многом говорит».
Один из лидеров оппозиции Черногории Андрия Мандич заявил, что «на самом деле в Черногории 16 октября не было никакого госпереворота. Лучшим свидетельством этому является тот факт, что в Черногории в этот день не разбито ни одного оконного стекла, не пролита ни одна слеза, не говоря уже о капле крови. В Черногории в этот день на улицах не было никаких вооружённых людей, заговорщиков, организованных формирований, кроме одного — а именно полиции Черногории и главного специального прокурора Миливое Катнича. Они в тот день исполняли инсценировку, которая транслировалась в прямом эфире телевидения как предполагаемое предотвращение госпереворота в день выборов».
Лидер общественной организации «Наша Сербия» Младжан Джорджевич, отрицая факт попытки переворота, заявил, что «цель этого фарса заключалась в том, чтобы обеспечить победу партии Джукановича на парламентских выборах, результаты которых были сфальсифицированы. Другая цель — обвинить Россию и таким образом оправдать вхождение Черногории в НАТО».
Бывший командир жандармерии Сербии Братислав Дикич, обвиняемый в попытке переворота, перед судьёй заявил, что невиновен и считает обвинение «сфабрикованным и незаконным», и отметил, что не знает никого из оппозиционного «Демократического фронта» и других обвиняемых в подготовке переворота.
В конце мая 2017 года Высший суд Подгорицы снял обвинения в попытке переворота с двух деятелей оппозиционного «Демократического фронта» — Андрии Мандича и Славена Радуновича, однако 9 мая 2019 года Высший суд в Черногории признал их виновными.

## Заговор и участники
Около полудня 16 октября, в день проведения парламентских выборов, правоохранительные органы Черногории отчитались о задержании «двадцати иностранных террористов» и обвинили их в попытке дестабилизировать ситуацию в стране. По заявлениям правоохранительных органов Черногории, в начале декабря 2016 года, всего в перевороте должны были участвовать до 500 человек, разделённых на три группы. Первая группа боевиков должна была проникнуть в парламент, другая — смешаться с толпой протестующих против результатов выборов сторонников оппозиции, а третья — блокировать полицию. В назначенный час вторая группа должна была начать беспорядки в толпе, первая — открыть по людям огонь, а третья — застрелить премьер-министра Черногории Мило Джукановича.
Руководители заговора (согласно прокуратуре Черногории и журналистским расследованиям):
- Братислав Дикич[англ.], руководитель Патриотического движения Сербии, полковник полиции, бывший глава жандармерии МВД Сербии.
- Саша Синджелич[15], лидер движения «Сербские волки».
- Эдуард Шишмаков (первоначально назван «Широков»), бывший заместитель военного атташе в Польше[16][17], и Владимир Попов, российские граждане[18][19].
- Неманья Ристич, лидер сербского движения «Заветницы».

В совместном расследовании The Insider и Bellingcat удалось идентифицировать второго ключевого организатора провалившегося переворота, им под псевдонимом Владимир «Попов», является сотрудник ГРУ Владимир Моисеев. Первым ключевым организатором являлся Шишмаков, который работал военным атташе в российском посольстве в Варшаве. По данным издания, Шишмаков является штатным сотрудником ГРУ. Ранее Польша выдворила Шишмакова из страны, объявив его персоной нон-грата, определив его как офицера ГРУ.

## Расследование и уголовное дело
В конце октября 2016 года премьер-министр Сербии Александр Вучич сообщил, что в Черногории 16 октября, сразу после выборов, готовился государственный переворот, который был предотвращён; он заявил: «Арестованные нами лица действовали в координации с иностранцами. Существуют неопровержимые доказательства, что определённые лица следили буквально за каждым шагом премьера Черногории и информировали об этом других людей, которые должны были действовать в соответствии с их инструкциями. Мы нашли у них €125 тыс., специальную униформу, другие вещи. За премьером Черногории следили с помощью самого современного оборудования».Несколько граждан РФ были депортированы из Сербии «за участие в подготовке террористических акций в Черногории». В ноябре Прокуратура Черногории назвала имена россиян, которые подозреваются в подготовке покушения на Мило Джукановича и попытке государственного переворота.
В начале декабря 2016 года черногорская пресса сообщала, что Черногория объявила в международный розыск по линии Интерпола двух граждан России Эдуарда Широкова и Владимира Попова, а также трёх граждан Сербии по подозрению в организации попытки вооруженного государственного переворота.
19 февраля 2017 года спецпрокурор Черногории Миливое Катнич сообщил, что обвинительное заключение по делу о попытке дестабилизации Черногории и захвате власти будет готово к середине апреля; он также сообщил, что настоящая фамилия российского гражданина, подозреваемого в участии в заговоре, «Эдуарда Широкова» — Шишмаков, что он был ранее заместителем военного атташе в Польше, откуда он был выслан. Эдуард Владимирович Шишмаков был идентифицирован властями Польши как сотрудник военной разведки России. Согласно заявлению Катнича, следствие получило доказательства, что за планом по свержению Джукановича стоят «националистические структуры из России»; черногорским властям «также стало известно, что в нём были замешаны и российские государственные органы».
13 апреля 2017 года стало известно, что Специальная прокуратура Черногории направила в Высший суд страны обвинительный акт в отношении 16 участников попытки переворота в стране 16 октября 2016 года, включая лидеров оппозиции Черногории Андрия Мандича и Милана Кнежевича и двух граждан России. Защищённым свидетелем обвинения выступал участник заговора, непосредственно получавший приказы от руководившего операцией офицера ГРУ Эдуарда Шишмакова, гражданин Сербии Саша Синджелич, ранее осуждённый в Хорватии за убийство и скрывающийся от правосудия, — обстоятельство, давшее оппозиции повод для критики в адрес гособвинения.
8 июня 2017 года Верховный суд Черногории в Подгорице подтвердил обвинительные заключения в организации попытки переворота 14 подозреваемым, в число которых входят россияне Эдуард Шишмаков и Владимир Попов и лидеры пророссийской оппозиции Мандич и Кнежевич.
9 мая 2019 года Высший суд в Черногории вынес обвинительный приговор в отношении 13 человек, в частности, российских граждан Эдуарда Шишмакова («Широков») и Владимира Попова (предположительно, сотрудник ГРУ Владимир Николаевич Моисеев) — заочно, так как их местонахождение неизвестно, а также Милана Кнежевича и Андрии Мандича.
5 февраля 2021 года Апелляционный суд Черногории отменил решение Высшего суда Подгорицы и отправил на повторное рассмотрение приговор по делу о «госперевороте» 2016 года, по которому оппозиционные политики получили в совокупности 60 лет тюрьмы. Как говорится в заявлении Апелляционного суда — вердикт отменен из-за многочисленных нарушений судопроизводства, а также что «существование преступлений, в которых подсудимых признали виновными, не было доказано».
В рамках своего расследования о деятельности российских шпионов в Европе, Der Spiegel приводит в пример данные события как попытку ГРУ организовать госпереворот в 2016 году.

## Реакция в мире

### Реакция России
Российское правительство в ноябре 2016 года заявило, что не имеет отношения ни к каким противоправным действиям в Черногории.
В мае 2017 года в ответ на присоединение Черногории к антироссийским санкциям Россия дополнила введённые с 2015 года санкционные списки Мило Джукановичем, сменившим его на посту Душко Марковичем, спикером черногорского парламента Иваном Брайовичем и рядом других черногорских политиков.
6 октября 2017 года Анание Никич, против которого черногорские власти выдвинули обвинения в попытке организации государственного переворота, получил политическое убежище в России.
Издания The Guardian, ссылаясь на источник в правительстве Сербии, сообщило что Глава Совета безопасности России Николай Патрушев извинился за попытку государственного переворота, заявив, что власти не были осведомлены о действиях заговорщиков. Впоследствии Патрушев отрицал извинения.

### Реакция в США
Резкой критике за события в Черногории подверг РФ в июне 2017 года председатель комитета Сената США по вооружённым силам Джон Маккейн, призвавший законодателей, ввиду такого рода деятельности руководства России, к ужесточению американских санкций. В июле 2017 года Комитет Сената США по вооружённым силам возложил на РФ ответственность за организацию попытки антиправительственного путча в Черногории в 2016 году.
В начале августа 2017 года вице-президент США Майк Пенс, находясь с визитом в Черногории, по сообщению пресс-службы Белого дома, «выразил неизменную поддержку Черногории, нашего самого нового союзника по НАТО, и восхищение решимостью Черногории перед лицом российских попыток увести Черногорию в сторону от евроатлантического пути»; он заявил: «Намерения России стали ясны в течение прошедшего года, когда поддерживаемые Москвой агенты пытались сорвать выборы в Черногории, напасть на парламент и даже убить вашего премьера — дабы увести черногорский народ в сторону от вступления в союз НАТО».